# Batalla de Mislata
La batalla de Mislata va tenir lloc el 9 de desembre del 1348; s'hi enfrontaren les tropes de Pere el Cerimoniós comandades per Lope de Luna contra les dels unionistes valencians.
La batalla tingué com escenari el pla de Mislata.
La Unió de València, igual com la Unió d'Aragó, era un moviment senyorial en defensa dels seus privilegis de classe.
El resultat favorable al rei, que de tota manera va patir nombroses baixes, va posar fi a la rebel·lió de València contra ell. Aquesta fou la batalla decisiva de la guerres de les unions. El rei prengué la ciutat de València i en feu executar els revoltats. També s'aplicà als derrotats uns càstigs cruels, com ara el d'obligar-los a beure el bronze fos amb el qual s'havia fabricat la campana que convocava les reunions dels rebels.